# Adolfo Enríquez
Adolfo Enríquez García (ur. 2 marca 1990 w Alicante) – hiszpański piłkarz występujący na pozycji napastnika w CD Mirandés.